# Il club del diavolo
Il club del diavolo (A Man Betrayed) è un film del 1941 diretto da John H. Auer.
È un film drammatico statunitense a sfondo romantico con John Wayne, nel ruolo di un avvocato che combatte un politico corrotto (interpretato da Edward Ellis) nonostante sia innamorato della figlia di questi (interpretata da Frances Dee).

## Produzione
Il film, diretto da John H. Auer su una sceneggiatura di Tom Kilpatrick e Isabel Dawn con il soggetto di Jack Moffitt, fu prodotto da Armand Schaefer per la Republic Pictures e girato nei Republic Studios a North Hollywood in California con un budget stimato in 250.000 dollari. I titoli di lavorazione furono Gangs of Kansas City e Citadel of Crime.

## Distribuzione
Il film fu distribuito con il titolo A Man Betrayed negli Stati Uniti dal 7 marzo 1941 al cinema dalla Republic Pictures. Il film è conosciuto anche con il titolo Wheel of Fortune (titolo di una riedizione televisiva del 1959 della Hollywood Television Service, sussidiaria della Republic).
Alcune delle uscite internazionali sono state:
- nel Regno Unito il 27 ottobre 1941 (Citadel of Crime)
- in Spagna (La rueda de la fortuna)
- in Brasile (O Traído)
- in Italia (Il club del diavolo)

## Promozione

### Tagline
«Fearless! Stalking his prey in a stronghold of corruption...Daring death for the woman he loves!».

## Critica
Secondo Leonard Maltin il film è un melodramma minore con Wayne che interpreterebbe uno dei suoi ruoli più eccentrici.